# Арцибашев, Александр Николаевич
Александр Николаевич Арцибашев (8 октября 1949 — 16 мая 2014) — русский прозаик, журналист и редактор. Заслуженный работник культуры Российской Федерации (2005).

## Биография
Родился в посёлке Калья Североуральского горсовета Свердловской области.
Окончил Свердловский институт народного хозяйства (1972), работал главным инженером универсама в Свердловске.
В 1973 перешёл в журналистику, работал корреспондентом в газете «На смену!» в Свердловске и «Советская торговля» в Москве.
В 1980 окончил факультет журналистики МГУ. Специальный корреспондент газеты «Правда» (1982—1990), зав. отделом журнала «Москва», инструктор идеологического отдела ЦК КПСС.
С 1989 года — политический обозреватель ЦТ Гостелерадио СССР. Был комментатором информационных программ «Время» и «Сельский час».
В 1991—1999 годах — ведущий обозреватель ТРК «Подмосковье». С 1999 года — заместитель главного редактора газеты «Сельская жизнь». С 1999 по 2001 год был ведущим программы «Седьмая студия» на телеканале «Московия».
Секретарь правления Союза писателей России. Заслуженный работник культуры РФ (2005). Лауреат литературной премии имени Островского и Международной премии имени М. А. Шолохова в области литературы и искусства (2008). Награждён орденом Почёта (08.11.2011).
Скончался 16 мая 2014 года в Москве. Был похоронен на малой родине, в Калье, рядом с матерью и отцом.

## Семья
Был женат, остались сын и дочь. Старший брат — Владимир Арцибашев (1948-2021), телепродюсер, создатель телевизионного шоу «50х50». Младший брат — театральный режиссёр и актёр Сергей Арцибашев (1951-2015).